# Trial2
Trial2 és la categoria secundària del campionat del món de trial a l'aire lliure. Regulat per la FIM, el campionat s'anomena FIM Trial2 World Championship des del 2016, tot i que es disputa des del 2000 (inicialment sota el nom de FIM Junior Trial World Cup i reservat a pilots de categoria júnior).
Actualment, el campionat admet participants prèviament seleccionats en funció dels seus resultats la temporada anterior en categories inferiors o bé en la categoria superior, TrialGP, que no hagin estat pre-seleccionats per a aquell altre campionat. Inicialment, quan era un campionat Junior, s'hi admetien homes d'entre 18 i 23 anys i dones de més de 18 anys que tinguessin permís de conduir vàlid per a motocicletes de més de 125 cc, o bé homes i dones d'entre 16 i 23 anys que tinguessin permís de conduir vàlid per a motocicletes de fins a 125 cc.

## Historial
A 26 de novembre de 2024
| Edició | Any  | Campió                   | Motocicleta |
| ------ | ---- | ------------------------ | ----------- |
| I      | 2000 | Adam Raga                | Gas Gas     |
| II     | 2001 | Josep Manzano            | Sherco      |
| III    | 2002 | Fumitaka Nozaki          | Scorpa      |
| IV     | 2003 | Shaun Morris             | Gas Gas     |
| V      | 2004 | Josep Maria Juan         | Sherco      |
| VI     | 2005 | James Dabill             | Beta        |
| VII    | 2006 | Daniel Gibert            | Montesa     |
| VIII   | 2007 | Michael Brown            | Beta        |
| IX     | 2008 | Loris Gubian             | Sherco      |
| X      | 2009 | Alexz Wigg               | Beta        |
| XI     | 2010 | Jack Challoner           | Beta        |
| XII    | 2011 | Alfredo Gómez            | Montesa     |
| XIII   | 2012 | Alexandre Ferrer         | Sherco      |
| XIV    | 2013 | Jorge Casales            | Gas Gas     |
| XV     | 2014 | Jaime Busto              | Beta        |
| XVI    | 2015 | Quentin C. de Caudemberg | Beta        |
|        |      |                          |             |
| XVII   | 2016 | Jack Price               | Gas Gas     |
| XVIII  | 2017 | Iwan Roberts             | Beta        |
| XIX    | 2018 | Matteo Grattarola        | Honda       |
| XX     | 2019 | Gabriel Marcelli         | Montesa     |
| XXI    | 2020 | Matteo Grattarola        | Beta        |
| XXII   | 2021 | Toby Martyn              | TRRS        |
| XXIII  | 2022 | Sondre Haga              | Beta        |
| XXIV   | 2023 | Billy Green              | Scorpa      |
| XXV    | 2024 | Jack Peace               | Sherco      |

1. ↑  Primera edició com a Trial2.